# Stapelplaats Crailoo
De Stapelplaats Crailoo is een bedrijf van Voestalpine Railpro B.V. in de voormalige Zanderij Crailoo aan de spoorlijn naar Bussum te Hilversum, waar men bovenbouwmaterialen voor spoorwegen opslaat.

## Houtbereidingsinrichting
Het terrein waar de Stapelplaats is gevestigd is ontstaan door zandafgraving aan weerszijden van de Oosterspoorweg in het begin van de 20e eeuw. De stapelplaats is, gezien vanuit de richting Amsterdam, links van het spoor gelegen. De HSM vestigde hier in 1908 een houtbereidingsinrichting (HBI), een bedrijf dat hout verwerkt tot dwarsliggers, waarmee spoorwegen aangelegd worden. Dit kan zijn het zagen en conserveren van het hout, gevolgd door het monteren van materialen en het boren van gaten voor de schroeven, waar de rails mee vastgezet worden. De houtbereidingsinrichting die op Crailoo werd geopend verving die, welke tot dan toe op de Rietlanden in Amsterdam gevestigd was.

## Stapelplaats van spoormateriaal
In 1937 fuseerden de verschillende spoorwegmaatschappijen die in Nederland aanwezig waren. De Staatsspoorwegen had ook een HBI, in Dordrecht. Omdat deze op een meer voor de hand liggende plaats lag dan Crailoo, namelijk aan de haven waar het hout werd aangevoerd, werd besloten de HBI aldaar te handhaven en de andere te sluiten. Vanaf die datum werd het ongeveer 2,5 kilometer lange en 25 ha grote terrein gebruikt als stapelplaats. Naast opslag en montage van materialen werden ook gebruikte materialen geschikt gemaakt voor hergebruik. IJzer dat niet meer gebruikt kon worden werd verkocht als schroot. De houten dwarsliggers konden vaak nog eenmaal gebruikt worden en werden daarna verkocht voor gebruik als tuinmateriaal of brandstof.
Naast materiaal voor het maken van rails zijn ook materialen voor overwegen en het seinstelsel hier opgeslagen.
Sinds enige jaren zijn ook spoorstaven op Crailoo opgeslagen en heeft de stapelplaats de functie van de spoorstaaflasinrichting overgenomen.
Er is een grote portaalkraan aanwezig voor het verplaatsen van de materialen. Het rangeerwerk werd vroeger gedaan door locomotoren of locomotieven van de serie 500/600. De aanwezige 647 rangeert nu als Railpro 602 en heeft versterking gekregen van nog 3 locs (waarvan 2 bedrijfsvaardig) afkomstig van Rotterdam Rail Feeding, de RPF 1 (NS 684), RPF 2 (NS 689) en RPF 3 (NS 679). Ze kregen daar de nummers Railpro 601, 603 en 604. Ook aanwezig is loc 640 afkomstig van Strukton.

## Natuurbrug Zanderij Crailoo
Aan de andere kant van het spoor was ook een zanderij. Duidelijk is de lage ligging te herkennen in het landschap. Aan de rechterzijde waren vroeger sportaccommodaties en landbouwgronden gelegen. Tegenwoordig is dit terrein door het Goois Natuurreservaat in gebruik, dat er diverse natuurgerelateerde activiteiten heeft ontplooid. In 2006 is hier een ecoduct in gebruik genomen, de Natuurbrug Zanderij Crailoo, dat vanaf de Bussumerheide naar het aan de andere kant van de voormalige zanderij gelegen Spanderswoud voert. De natuurbrug wordt door Railpro gebruikt als overdekte stalling voor diverse locomotieven.

## Afvoer van huisvuil
Sinds de jaren zestig wordt het huisvuil van Het Gooi afgevoerd naar de VAM in Wijster. De overslag van de vuilniswagens op de goederenwagons die het naar Drenthe vervoeren, gebeurt ook op het terrein van de stapelplaats. Hiervoor is een bunker aanwezig waarin het huisvuil gestort wordt en aan de onderzijde door openingen in de eronder gerangeerde wagens terechtkomt.

## Trivia
Vaak wordt gezegd dat de videoclip voor 99 Luftballons van Nena hier werd opgenomen, dat klopt echter niet de clip werd opgenomen bij Schietkamp De Harskamp.